# Острівний міст (Рига)
Острівний міст (латис. Salu tilts) — найдовший мостовий перехід через Даугаву у Ризі. Міст зв’язує правобережні житлові райони (вул. Лачплеша та Краста) з Пардауґавою та островом Луцавсала
Відкритий 10 грудня 1976 року спочатку називався Московським. Сучасну назву мосту присвоєно 1991 року.

## Історія
Проект мосту було розроблено в ленінградському проектному інституті «Ленгіпротрансмост» та латвійському проектному інституті «Латгіпроміськбуд» («Pilsētprojekts»).
Міст монтували з великих блоків, зібраних з окремих невеликих коробчастих блоків і доставлених у проліт по воді спеціальних сталевих понтонах. Останній блок, довжиною близько 90 м та вагою 4000 т, був доставлений на місце та встановлений у проектне положення за 3 год 40 хв. Для його транспортування знадобилося понад 100 понтонів.
Відкритий у грудні 1976 року. 1978 року проектувальники мосту З. С. Гевондян та А. П. Грецов були нагороджені премією Ради Міністрів СРСР, а 1983 року І. І. Фандєєв був нагороджений Державною премією СРСР.
У 2014—2015 роках виконано перший етап реконструкції Острівного мосту (ремонт мостів через Даугаву, протоку Маза Даугава (Мала Даугава) та протоку Бієкенгравіс).
Закінчення другого етапу реконструкції заплановано на 2019 рік

## Опис
Мостовий перехід являє собою цілий комплекс завдовжки понад 3,5 км, який складається з 21 споруди: 2 великих мостів, 9 естакад, 5 шляхопроводів, 3 тунелів та 2 мостів через протоки. Проїжджа частина великих мостів має ширину 24 м, розділювальна смуга — 0,7 м. Пішохідний тротуар знаходиться під мостом.